# Echo Klassik
L'Echo Klassik, spesso stilizzato come ECHO Klassik, fu il principale premio tedesco di musica classica in 22 categorie. Il premio si tenne ogni anno, di solito in ottobre o settembre, separato dal premio principale, l'Eco. Nel 2018 venne sostituito dal premio Opus Klassik.

## Cerimonie
| N. | Cerimonia                | Data              | Cantante femminile dell'anno                                                                                   | Cantante maschile dell'anno | Direttore dell'anno                                                                          | Presentatore/i                      | Locale                                   |
| -- | ------------------------ | ----------------- | --- | --- | -------------------------------------------------------------------------------------------- | ----------------------------------- | ---------------------------------------- |
| 1  | 1994 Echo Klassik Awards | 24 marzo 1994     | Cecilia Bartoli La Cenerentola (G. Rossini), Orchestra e coro del Teatro Comunale di Bologna, Riccardo Chailly | Ben Heppner Turandot (G. Puccini), Münchner Rundfunkorchester, Chor des Bayerischen Rundfunks, Roberto Abbado                                                                        | Simon Rattle Symphonie Nr. 7 (H.W. Henze), City of Birmingham Symphony Orchestra             | Senta Berger                        | Flora Köln                               |
| 2  | 1995 Echo Klassik Awards | 30 marzo 1995     | Anne Sofie von Otter Marienkantaten und Arien (G.F. Händel), Musica Antiqua Köln, Reihnard Goebel              | Thomas Hampson Des Knaben Wunderhorn (G. Mahler), Geoffrey Parsons (Klavier) | John Elliot Gardiner 9 Symphonies (L. v. Beethoven), Orchestre Révolutionnaire et Romantique | Senta Berger                        | Rathaus Hamburg                          |
| 3  | 1996 Echo Klassik Awards | 15 settembre 1996 | Montserrat Caballé Hijo de la luna                                                                             | Peter Seiffert Festliches Konzert mit Peter Seiffert, Chor & Orchester der Deutschen Oper Berlin, Heinz Wallberg, Jiri Kout                                                          | Giuseppe Sinopoli 4 Symphonien (R. Schumann), Staatskapelle Dresden                          | Senta Berger and Gunther Emmerlich  | Semperoper, Dresden                      |
| 4  | 1997 Echo Klassik Awards | 14 settembre 1997 | Cecilia Bartoli Chant D'Amour, Meldoies Francaises                                                             | Thomas Hampson Das Lied von der Erde (G. Mahler) | Bruno Weil Piano Concertos Nos. 1 & 2 (L. v. Beethoven)                                      | Senta Berger und Jochen Kowalski    | Prinzregententheater Munich              |
| 5  | 1998 Echo Klassik Awards | 25 ottobre 1998   | Waltraud Meier Sings Wagner, Symphonieorchester des Bayerischen Rundfunks, Lorin Maazel                        | Thomas Quasthoff Mozart Arias, Württembergisches Kammerorchester Heilbronn, Jörg Faerber                                                                                             | Ingo Metzmacher Sinfonie Nr. 9 (H. W. Henze), Berliner Philharmoniker                        | Senta Berger und Roger Willemsen    | Laeiszhalle Hamburg                      |
| 6  | 1999 Echo Klassik Awards | 24 ottobre 1999   | Edita Gruberová La Sonnambula (Vincenzo Bellini), Münchner Rundfunkorchester, Marcello Viotti                  | José Cura Samson & Dalila (Saint-Saens), London Symphony Orchestra & Chorus, Sir Colin Davis                                                                                         | Lorin Maazel L'Histoire du Soldat (Stravinsky), Symphonieorchester des Bayerischen Rundfunks | Senta Berger und Roger Willemsen    | Deutsches Nationaltheater Weimar         |
| 7  | 2000 Echo Klassik Awards | 22 ottobre 2000   | Anne Sofie von Otter Bengt Forsberg (Klavier), Four Shakespeare Songs Op. 31, Desdemonas Song (E.W. Korngold)  | Marcelo Álvarez Tomo y obligo (C. Gardel), N. Marconi (Bandoneon), F. Suarez-Paz (Violine), P. Ziegler (Klavier), M. Cardozo (Gitarre), H. Console (Bass), J. Calandrelli (Dirigent) | Daniel Barenboim                                                                             | Senta Berger und Roger Willemsen    | Schauspielhaus am Gendarmenmarkt, Berlin |
| 8  | 2001 Echo Klassik Awards | 30 settembre 2001 | Barbara Frittoli Don Giovanni (W.A. Mozart)                                                                    | Ramón Vargas La Favorite | Günter Wand                                                                                  | Senta Berger und Roger Willemsen    | Festspielhaus Baden-Baden                |
| 9  | 2002 Echo Klassik Awards | 13 ottobre 2002   | Angela Gheorghiu Casta Diva                                                                                    | Marcelo Álvarez French Arias | Claudio Abbado                                                                               | Senta Berger                        | Alte Oper Frankfurt                      |
| 10 | 2003 Echo Klassik Awards | 26 ottobre 2003   | Vesselina Kasarova Nuit Resplendissante, French Opera Arias                                                    | Salvatore Licitra E lucevan le stelle | Simon Rattle Symphony No. 5 (G. Mahler)                                                      | Senta Berger                        | Konzerthaus Dortmund                     |
| 12 | 2004 Echo Klassik Awards | 24 ottobre 2004   | Anna Netrebko Opera Arias                                                                                      | Thomas Quasthoff Romantische Lieder, Schubert Lieder | –                                                                                            | Senta Berger                        | Gasteig, Munich                          |
| 13 | 2005 Echo Klassik Awards | 16 ottobre 2005   | Anna Netrebko Sempre libera                                                                                    | Rolando Villazón Französische Opernarien (Gounod, Massenet) | Claudio Abbado Debussy, Mahler – "La mer", Symphony No. 2                                    | Senta Berger                        | Gasteig, Munich                          |
| 14 | 2006 Echo Klassik Awards | 22 ottobre 2006   | Cecilia Bartoli G.F. Händel, A. Caldara: Opera Proibita                                                        | Bryn Terfel Simple Gifts | Daniel Barenboim L. v. Beethoven, W. A. Mozart: Das Ramallah Konzert                         | Maria Furtwängler                   | Gasteig, Munich                          |
| 15 | 2007 Echo Klassik Awards | 21 ottobre 2007   | Elīna Garanča Aria Cantilena                                                                                   | Simon Keenlyside Tales Of Opera | Mariss Jansons Shostakovich: Symphonies                                                      | Maria Furtwängler                   | Gasteig, Munich                          |
| 16 | 2008 Echo Klassik Awards | 19 ottobre 2008   | Cecilia Bartoli Maria                                                                                          | Philippe Jaroussky Carestini – The Story of a Castrato | Michael Gielen Schönberg, Arnold: Gurrelieder                                                | Götz Alsmann and Natalia Wörner     | Gasteig, Munich                          |
| 17 | 2009 Echo Klassik Awards | 18 ottobre 2009   | Elīna Garanča Bel Canto                                                                                        | Christian Gerhaher Robert Schumann, Melancholie | Sylvain Cambreling Olivier Messiaen, Works for Orchestra                                     | Götz Alsmann und Natalia Wörner     | Semperoper, Dresden                      |
| 18 | 2010 Echo Klassik Awards | 17 ottobre 2010   | Joyce DiDonato Colbran, The Muse                                                                               | Jonas Kaufmann Sehnsucht | Paavo Järvi Beethoven: Symphony No. 2 & 6 "Pastoral"                                         | Thomas Gottschalk                   | Saalbau Essen                            |
| 19 | 2011 Echo Klassik Awards | 2 ottobre 2011    | Simone Kermes Colori d'Amore                                                                                   | Thomas Hampson Des Knaben Wunderhorn | Andris Nelsons Stravinsky: Firebird                                                          | Thomas Gottschalk                   | Saalbau Essen                            |
| 20 | 2012 Echo Klassik Awards | 14 ottobre 2012   | Renée Fleming Poèmes                                                                                           | Klaus Florian Vogt Helden | Riccardo Chailly Beethoven Symphonies                                                        | Nina Eichinger and Rolando Villazón | Konzerthaus Berlin                       |
| 21 | 2013 Echo Klassik Awards | 6 ottobre 2013    | Joyce DiDonato Drama Queens                                                                                    | Jonas Kaufmann Wagner | Esa-Pekka Salonen Lutosławski: The Symphonies                                                | Nina Eichinger and Rolando Villazón | Konzerthaus Berlin                       |
| 22 | 2014 Echo Klassik Awards | 26 ottobre 2014   | Anna Netrebko Verdi                                                                                            | Piotr Beczała Rigoletto | Yannick Nézet-Séguin Stravinsky & Stokowski                                                  | Nina Eichinger and Rolando Villazón | Gasteig, Munich                          |
| 23 | 2015 Echo Klassik Awards | 18 ottobre 2015   | Joyce DiDonato Stella di Napoli                                                                                | Jonas Kaufmann Du bist die Welt für mich | David Zinman Gustav Mahler: Das Lied von der Erde & Ferruccio Busoni: Berceuse élégiaque     | Nina Eichinger and Rolando Villazón | Konzerthaus Berlin                       |
| 24 | 2016 Echo Klassik Awards | 9 ottobre 2016    | Anna Netrebko Macbeth                                                                                          | Philippe Jaroussky Green: Mélodies françaises sur des poèmes de Verlaine | Antonio Pappano Verdi: Aida                                                                  | Thomas Gottschalk                   | Konzerthaus Berlin                       |
| 25 | 2017 Echo Klassik Awards | 29 ottobre 2017   | Joyce DiDonato In War & Peace                                                                                  | Matthias Goerne Mahler, Berio: Sinfonia/10 Frühe Lieder | Kent Nagano Richard Strauss: Eine Alpensinfonie                                              | Thomas Gottschalk                   | Elbphilharmonie Hamburg                  |